# Перов, Георгий Васильевич
Георгий Васильевич Перов (декабрь 1905, с. Большой Ломовис, ныне Пичаевский район Тамбовской области — 18 апреля 1979, Москва) — советский государственный и партийный деятель.

## Образование
- 1927 — окончил Тамбовский рабочий факультет.
- 1931 — экономический факультет Ленинградского политехнического института (планового института).

## Биография
1918—1923 — секретарь Большеломовисского волостного совета
1923—1924 — заведовал избой-читальней
1924—1927 — учащийся Тамбовского рабфака
1927—1931 — студент экономического факультета Ленинградского политехнического института имени М. И. Калинина (в тридцатом году разделенного на несколько отраслевых вузов, в том числе — планового института, диплом которого и получил)
1931—1936 — преподавал и заведовал учебной частью Ленинградского планового института
1936—1937 — заведующим отделом Приморского райкома ВКП(б) Ленинграда
1937—1938 — секретарь Мгинского райкома партии Ленинградской области
1938—1939 — заведующий отделом руководящих партийных органов, третий секретарь Ленинградского обкома ВКП(б)
1939—1940 — заместитель Председателя Комитета партийного контроля
1940—1943 — заместитель председателя правления Государственного Банка СССР
1943—1944 — первый заместитель Председателя Совнаркома РСФСР
1944—1946 — председатель Бюро ЦК ВКП(б) по Эстонии
1946—1948 — секретарь Совета по делам колхозов при Совете министров СССР
1948—1955 — заместитель Председателя Госплана СССР
1955—1957 — заместитель Председателя Государственной экономической комиссии Совета Министров СССР по текущему планированию народного хозяйства
1957—1962 — первый заместитель Председателя Госплана СССР — Министр СССР; одновременно с 1959 года председатель Комиссии Президиума Совета Министров СССР по вопросам цен.
С июня 1962 года персональный пенсионер союзного значения.
Похоронен на Новодевичьем кладбище.

## Партийная и общественная жизнь
- В 1922 году первым в своем селе вступил в комсомол.
- Избирался депутатом Верховного Совета СССР II созыва.

## Награды
- Два ордена Ленина
- орден Отечественной войны 1-й степени
- орден Трудового Красного Знамени (08.12.1955)
- медали